# Jehan Ango
Jehan Ango oder Jean Ango geboren Jehan Angot (* 1480 oder 1481; † 1551), war ein bedeutender, normannischer Reeder und Geschäftsmann aus Dieppe. Er erweiterte die gegen Ende des Hundertjährigen Krieges aufgebaute Handelsflotte seiner Familie, die ursprünglich aus Rouen stammte, und heiratete in die bedeutende Diepper Reederfamilie der Guilbert ein. Zeitweilig war Jehan Ango Grenetier, Contrôleur du magasin de sel, Capitaine du chateau de Ville von Dieppe und wurde von König Franz I. (Frankreich) zum Vicomte de Dieppe ernannt.

## Leben

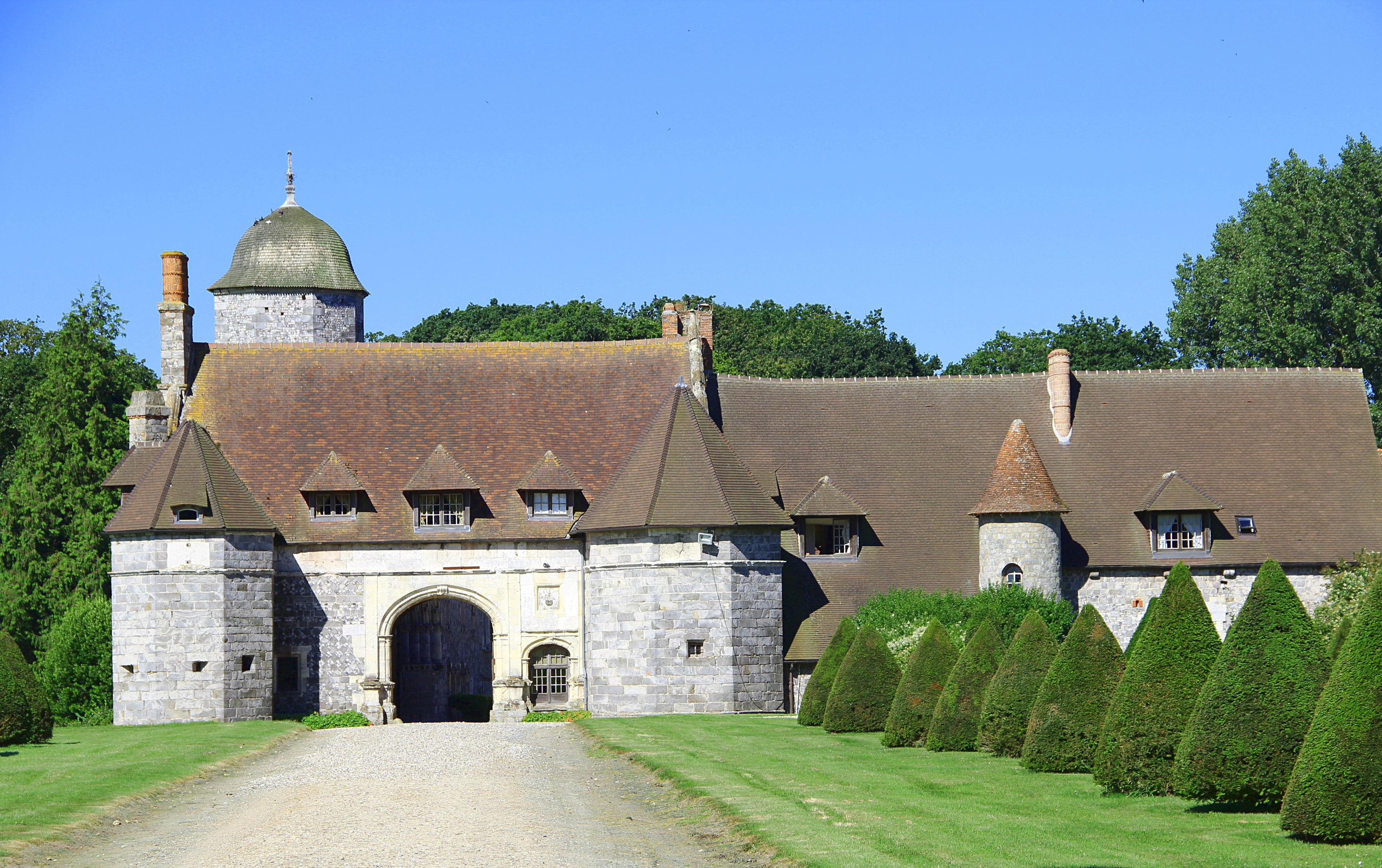
Blick auf den Westflügel des Manoir d'Ango auf Varengeville-sur-Mer.

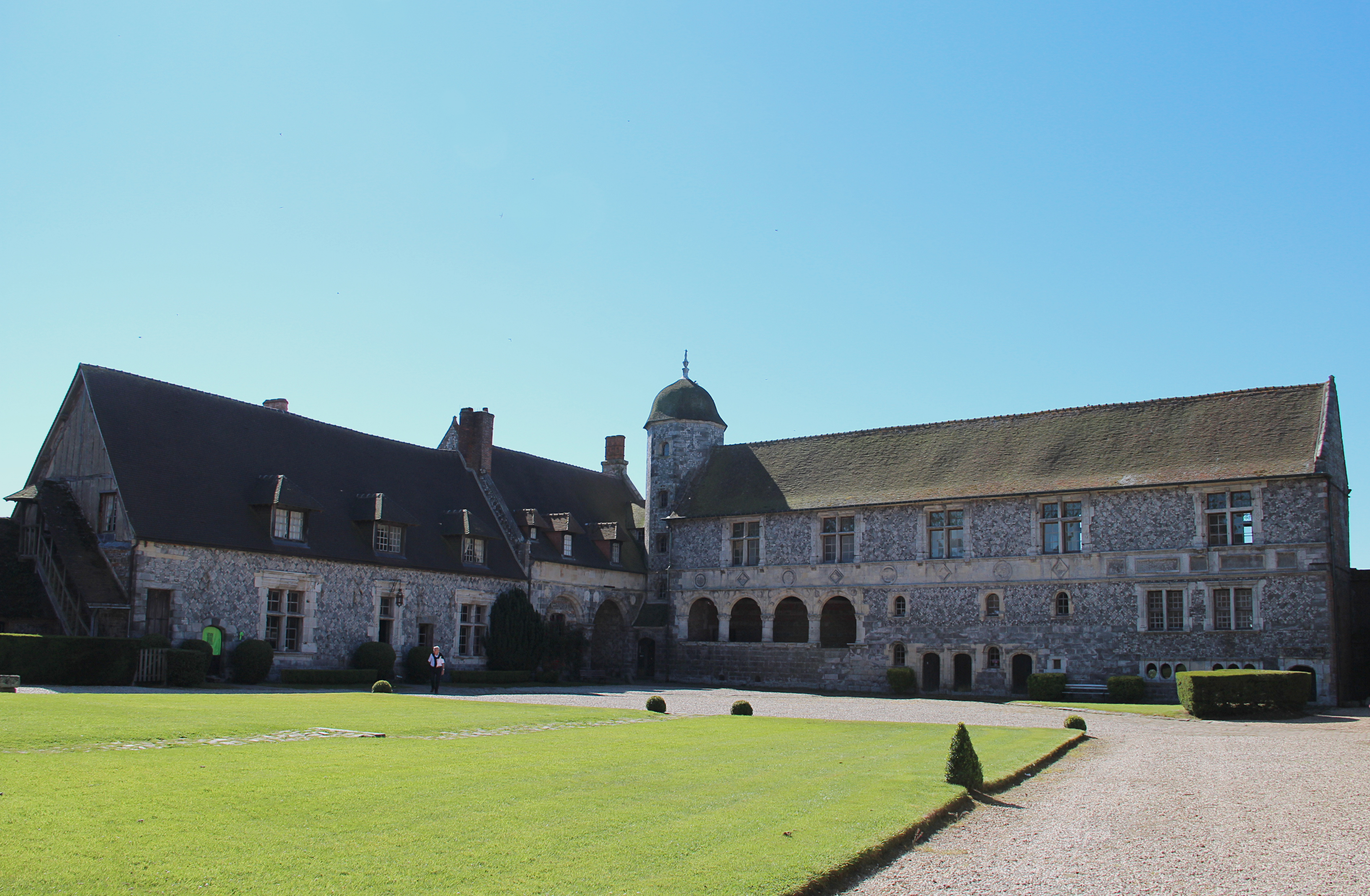
Blick in den Innenhof und den Ost- und Südflügel des Manoir d'Ango auf Varengeville-sur-Mer.

Ango handelte mit Flandern und England, zeigte aber recht früh auch Interesse für entferntere Ziele und entwickelte hierbei eine Aktivität, die in der Normandie ihresgleichen sucht. Er unterhielt gute Beziehungen zu den Florentiner Bankiers und Financiers in der Stadt, die ihn häufig bei der Finanzierung seiner Unternehmungen unterstützten.
Ango rüstete die zweite Forschungsexpedition von Giovanni da Verrazzano aus und finanzierte die Reisen des Binot Paulmier de Gonneville in die Neue Welt. Zudem versorgte er die ersten Freibeuterunternehmen gegen Portugiesen in Brasilien mit Ausrüstung. Nachdem die Portugiesen eines seiner Schiffe, die „Marie“, gekapert hatten, erhielt er als Ersatz für diesen Verlust seinen ersten Lettre de Marque (Kaperbrief) von König Franz I. Mit einem weiteren Kaperbrief wurde er 1543 für den Verlust der „Michelle“ an die Portugiesen vor der Küste Brasiliens entschädigt. Dadurch war er berechtigt als Entschädigung für den erlittenen Schaden portugiesische Schiffe zu kapern.
Auch als Folge dieser erhöhten Kaperaktivität zeigte sich König Johann III. von Portugal 1534 über das vermehrte Auftauchen von Franzosen vor der brasilianischen Küste besorgt. Zwar stand dieses Handeln im Einklang mit der Außenpolitik Franz I. (der um diese Zeit öffentlich den Vertrag von Tordesillas angriff), aber dessen direkte Unterstützung ließ sich – abgesehen von dem königlichen Kaperbrief und einem Treffen zwischen dem König und Ango in Dieppe 1533/1535 – nicht nachweisen.

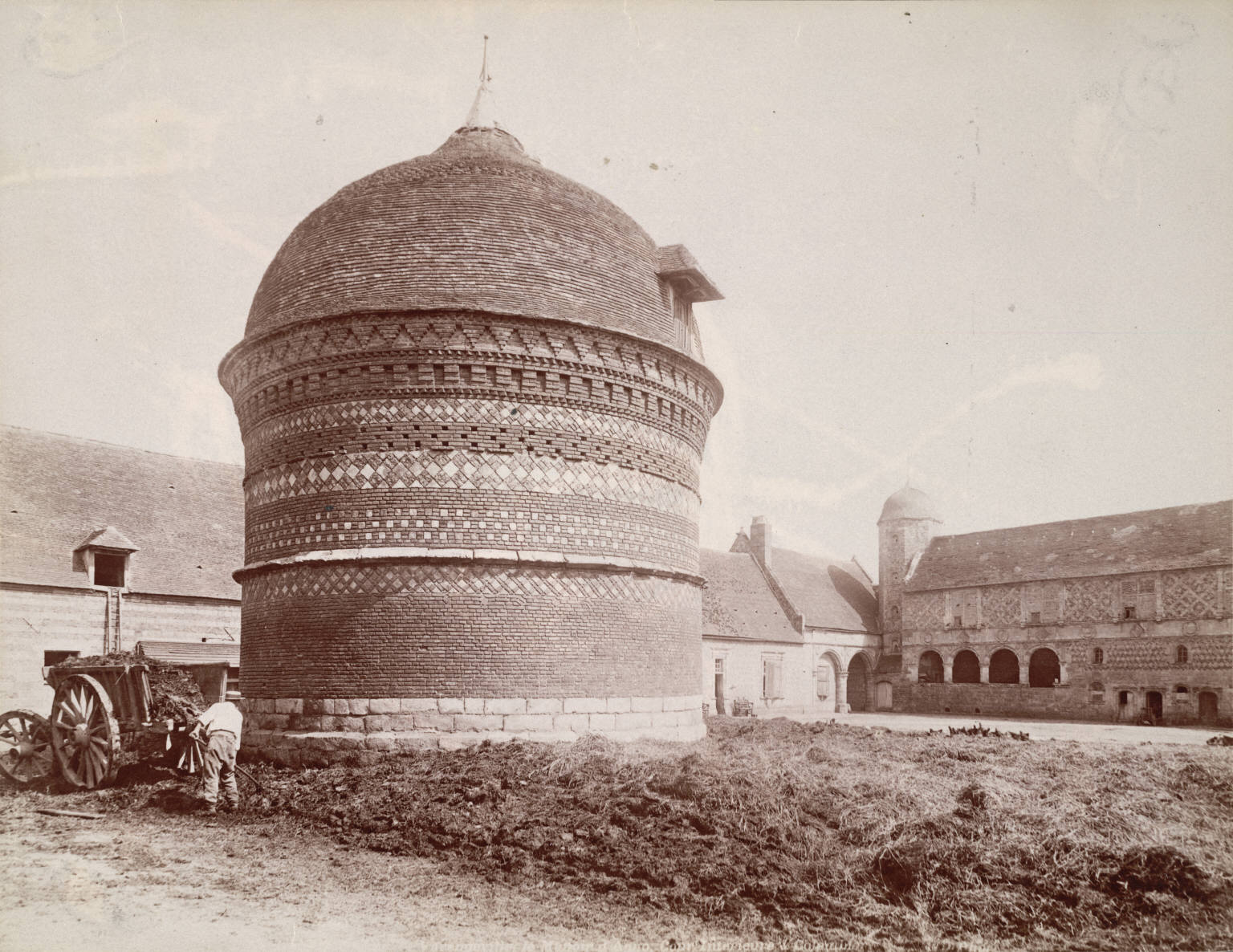
Manoir d’Ango in Varengeville-sur-Mer (Foto: 19. Jahrhundert)

1531 rüstete Ango Galeonen für einen Angriff auf Havanna aus. 1537 berichteten spanische Spione von der Ausfahrt von 37 Schiffen mit dem Ziel, spanische Häfen in Amerika zu überfallen. Planung, Finanzierung und Ausführung dieser Unternehmungen lagen ausschließlich in den Händen Angos, der mit Fahrten nach Guinea, Neufundland und Brasilien inzwischen ein Vermögen gemacht hatte und zuletzt den Schiffsverkehr und Kapitalmarkt der Stadt Dieppe völlig kontrollierte. Ango blieb dieser Stadt zutiefst verbunden, hatte im Laufe seines Lebens mehrere Positionen in der Stadtverwaltung inne (Grenetier, Contrôleur du magasin de sel, Capitaine du chateau de ville) und wurde sogar zum Vicomte de Dieppe erhoben. Er ließ zwei Schlösser, das Manoir d’Ango in Varengeville-sur-Mer und ein im Florentiner Stil erbautes Stadtpalais, errichten und förderte als Mäzen auch das kulturelle Leben der Stadt.
Gegen Ende seiner Karriere verschlechterte sich seine finanzielle Situation zusehends. Ein ehemaliger Geschäftspartner prozessierte gegen ihn, und der französische König forderte die Rückzahlung von 14.600 Livres d’or. Diese Forderung König Heinrich II. (Frankreich) ist auch deshalb besonders bemerkenswert, da Ango unter anderem zum Lösegeld beigetragen hatte, welches Franz I. nach dessen Gefangennahme in Pavia an den Kaiser zahlen musste. Nach dem Zusammenbruch seiner glanzvollen Karriere starb Ango 1551.